# Otoszklerózis

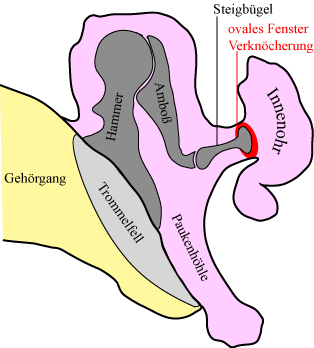
A középfül szerkezete; a gyakran érintett ovális ablak pirossal jelölve

Az otoszklerózis (otosclerosis) nem pontosan ismert eredetű, primer hallászavar, amely vezetéses és vagy szenzorineurális halláscsökkenést okoz. Kizárólag az emberi belsőfül csontos tokját (oticus capsula) érintő, patológiailag és szövettanilag is gyulladásos betegség, amely kóros csontátépüléssel jár. Ehhez járul a kengyel (csont) rögzülése az ovális ablakban. A betegség etiológiájában felmerül örökletes tényezők, hormonális hatások és a kanyaróvírus szerepe is, amelynek kóroki szerepét többek között magyar kutatók is vizsgálják.
Az otosclerosis hazai incidenciája 3-4 új eset/10 000 lakos, Magyarországon 150-300 stepedectomiát, stapedotomiát (hallásjavító fülműtétet) végeznek évente otosclerosis miatt. Az otoszklerózis becsült prevalenciája a kaukázusi fehér populációban 0,3-0,4%. Előfordulási gyakorisága a halláscsökkenések között 3-7%, a vezetéses halláscsökkenések között pedig 10-17%. Kb. 3-szor gyakrabban alakul ki nőkben, ami a betegség hormonális hátterét támasztja alá. A Betegségek Nemzetközi Osztályozása szerint a BNO-10-08 – A fül és a csecsnyúlvány megbetegedésein belül a H80 kód tartozik hozzá.

## Okai
Az otoszklerózis főbb etiológiai (kóroki) tényezői:
- Perzisztens kanyaróvírus-fertőzés
- CD46 polimorfizmus (egyedi alternative splicing)
- Emelkedett női nemi hormon (ösztrogén, progeszteron) szintekkel járó állapotok
- Csökkent NaF tartalom az ivóvízben
- Örökletes tényezők (OTSC1-9) gének (autoszomális domináns)
- Col1-a1 polimorfizmus

A betegség oka pontosan nem tisztázott. Nem ismert, hogy milyen hormon és milyen hatásmechanizmussal hat rá. A női nemi hormonok szerepére utal, hogy a betegség gyakran fogamzásgátlók szedésekor, teherbe esés után vagy a változó kor elérésekor kezdődik. 
A csont szerkezete átépül; ennek folyamán először egy vérerekkel sűrűn behálózott, később kompakttá alakuló csontszövet jön létre, miközben a régi, normális csontszövet felszívódik.
A fő lokalizáció az ovális ablak (fenestra vestibuli vagy fenestra ovalis), ahol a kengyel a környező csontokhoz rögzül. Emiatt a hallócsontocskák nem képesek megfelelő mértékben közvetíteni a hanghullámokat a belső fülbe, a csigához. A gyakran társuló belső fül eredetű nagyothallást a betegségnek a csiga környezetére való továbbterjedésének tulajdonítják.

## Epidemiológiája
Elsősorban a fehér nőket érinti, kétszer gyakrabban, mint a férfiakat, 20 és 40 éves kor között. Más bőrszínű személyek lényegesen ritkábban érintettek, ami genetikai tényezőre utal. A fehérek egy százaléka szenved a betegség tüneteitől, azonban a tünetek erőssége változó. A népesség egy jelentősebb csoportja kis mértékben érintett, tünetek nem jelentkeznek, viszont a betegség szövettanilag kimutatható.
Az esetek 75%-ában mindkét fül érintett, többnyire különböző mértékben.

## Tünetei
A betegség többnyire az egyik fülön kezdődik, a hallás egyre fokozódó romlásával. Később gyakran a másik fülön is megkezdődik. Nem ritka a fülcsengés (tinnitus) sem, ami leggyakrabban a mély hangokat érinti, és rendkívül zavaró. A beteg felfigyel arra is, hogy zajos környezetben jobban tudja a beszélgetéseket követni (Paracusis Willisii). A jelenségnek az a magyarázata, hogy a zaj elnyomja a fülcsengést, és a zaj miatt a résztvevők megnövelik a beszédhangerőt. Maguk a betegek nagyothallásuk ellenére nem beszélnek hangosabban, mivel saját hangjukat csontvezetéssel hallják, azonban ez nem erősíti fel a környezeti zajt. Terhesség alatt a tünetek erősödhetnek.
Hosszabb idő alatt a betegség siketséget okozhat. Hogyha ráterjed az egyensúlyiszervre is, akkor az egyensúly-érzékelés is zavart szenved, ami szédüléssel jár, de ez ritka.
A csontképződési zavar helyétől függően:
- hangvezetési zavar (középfül típus), az esetek 80%-ában
- hangvezetési-hangérzékelési zavar (vegyes típus), az esetek 15%-ában
- hangérzékelési zavar (belsőfül típus), az esetek 5%-ában lép fel

## Felismerése

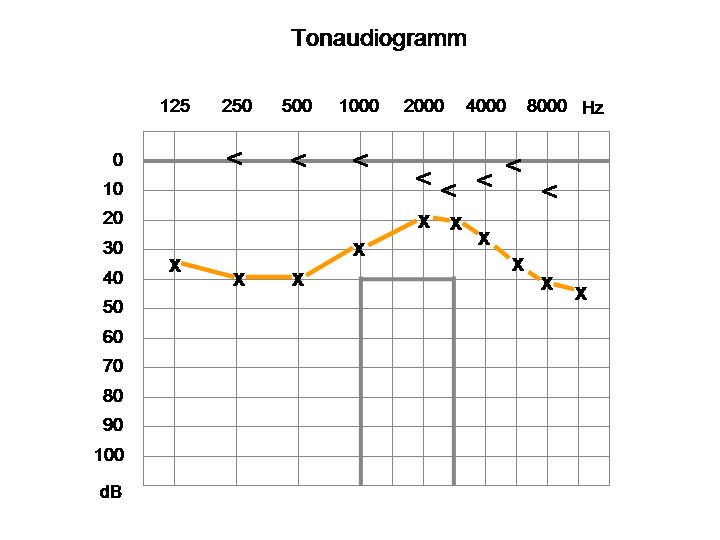
Tipikus audiogram otoszklerózis esetén.
<: Csontvezetés
X: Légvezetés

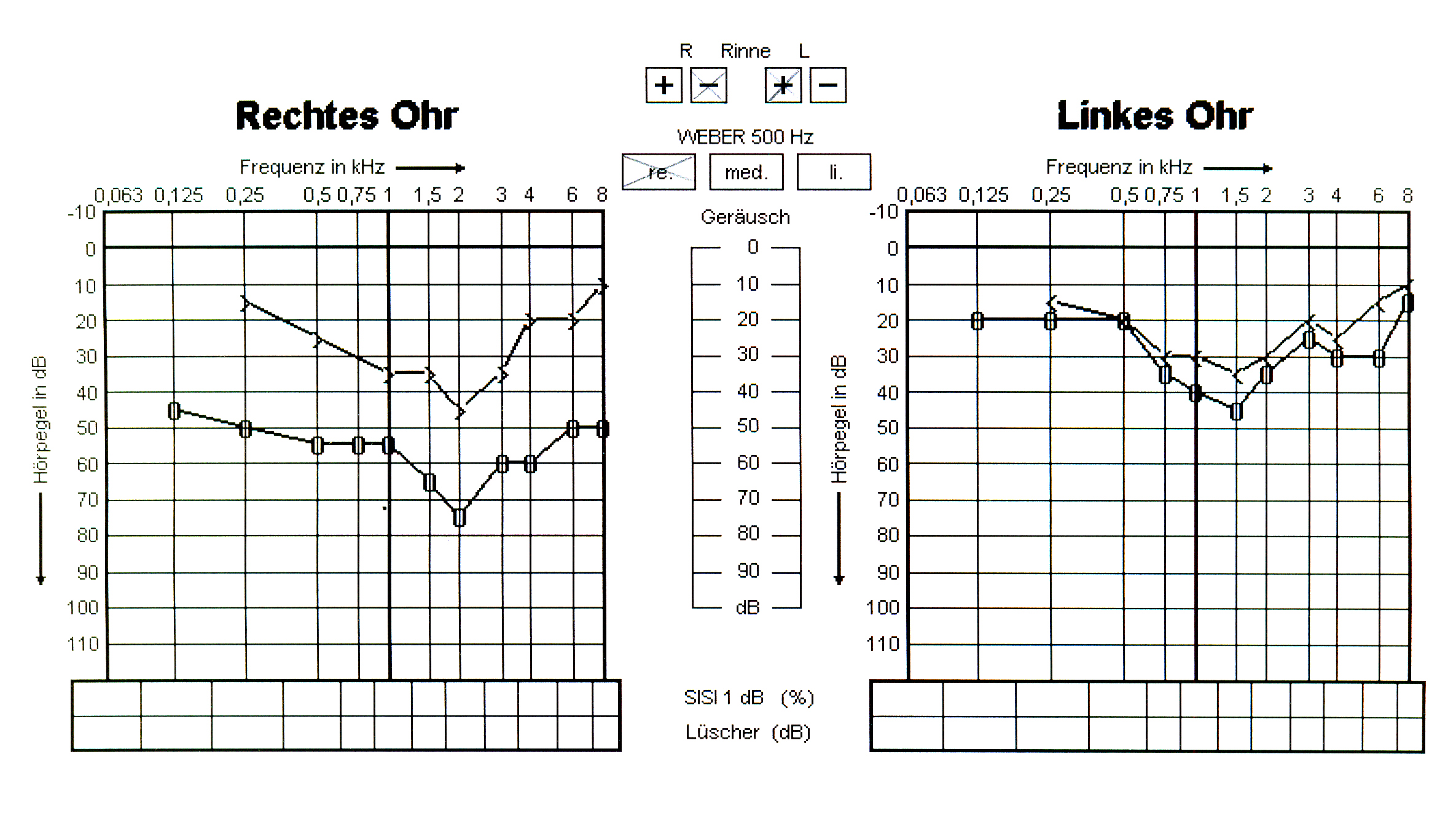
Tipikus üstforma otoszklerózisra utaló audiogram esetén.
<: Csontvezetés, felső görbe
o: légvezetés, alsó görbe

A fül-orr-gégészeti vizsgálaton a dobhártya, a középfül és az Eutachi-kürt normálisnak látszódnak. A betegségre a Schwartze-tünet, más néven a flamingó-tünet utal: a dobüreg falán, a fülkürtön áttűnő rózsaszín folt utal a dobhártya aktív gyulladására. 
A hallásvizsgálat megállapíthat hangvezetési (a kengyel rögzülése esetén) és hangérzékelési hibát (a csiga érintettsége esetén). Az audiogram 2000 Hz-nél halláscsökkenést mutat, ami 1000 Hz-től 4000 Hz-ig terjed. Kengyelplasztikával ez eltüntethető. A hangérzékelési hibát egyszótagos szavakkal és számokkal lehet kimutatni, mivel a beszédértés csökkent.
A Rinne-teszt egy hangvillával végzett hallásvizsgálat, amely alkalmas arra, hogy megkülönböztesse a hangvezetési és a hangérzékelési hibát, így megállapítsa, hogy a halláscsökkenés középfül vagy belsőfül eredetű. 
A Weber-teszt féloldali hangvezetési halláscsökkenés esetén a csontvezetés segítségével meghatározza a rosszabbul halló fület. A koponyatengely közepéhez helyezett hangvilla a rosszabbul halló oldalon hangosabbnak hangzik.
A Gellé-teszt munkahipotézise az, hogy a hallócsontlánc lerögzült. A hangot hangvillával közvetlenül a koponyacsontra vezetik. Ezalatt ballonnal nyomást gyakorolnak a fülnyíláson át a dobhártyára, és ezen át a hallócsontocskákra. Normál hallás esetén ez gyengíti a hangot, otoszklerózis esetén a hang ugyanolyan erős marad.
Az ovális ablak erőteljes elcsontosodása esetén a fül régiójának röntgen- vagy komputertomográfiás képe kimutatja a csontosodást.
Ha a gyanú szerint a belsőfül is érintett, akkor további vizsgálatokat végeznek ebben az irányban.

## Kezelése
Gyógyszerekkel nem sikerült a folyamatot befolyásolni, habár voltak kísérletek nátrium-fluoriddal. Amíg a betegség csak a hangvezetést érinti, addig hallókészülékkel a hallás javítható. Ez nem befolyásolja a betegség előrehaladását, így a készülék rendszeres utánahangolást igényel.
Kétféle műtéti eljárást végeznek, melyek lényege, hogy a kengyelt részben vagy egészében protézissel helyettesítik.
Részleges eltávolítás (stapedotomia) esetén eltávolítják a kengyel felső részét, a talpát szikével vagy lézerrel szétnyitják, és behelyeznek egy protézist titánból, platinából vagy teflonból. Legtöbbször ezt a műtéti eljárást választják, és az esetek 90%_ában eredményes. A belső fül eredetű halláscsökkenést viszont nem képes javítani.
Teljes eltávolítás (stapedektomia) esetén a teljes kengyelt eltávolítják, és protézissel helyettesítik.
A műtét időtartama többnyire 30 perc, de ha komplikációk adódnak, akkor hosszabb is lehet. Végezhetik helyi érzéstelenítésben vagy altatásban. A helyi érezéstelenítés előnye, hogy az orvos a beteggel beszélgetve azonnali visszajelzést kaphat az eredményről; aki azonban önkéntelen mozgásaival akadályozhatja is a műtétet. Az operáció után 3–7 napot kell még a kórházban tartózkodni. A teljes gyógyulás 4–6 hétig tart, de a munka 3–4 hét után felvehető. Nem ritka komplikáció a szédülés, melynek oka a rosszul beállított protézis.

## Története
A betegséget először Antonio Valsalva olasz orvos írta le 1740-ben. Joseph Toynbee (1815–1866) brit orvos 35 nagyothallónál talált otoszklerózist. A Bécsben tevékenykedő Politzer Ádám írta le először önálló betegségként 1893-ban.
Az első operatív megoldást Johannes Kessel (1839–1907) javasolta 1876-ban. A kengyelplasztika módszerét John J. Shea Junior dolgozta ki 1956-ban. A módszert 1970-ben Dietrich Plester fejlesztette tovább.

## Híres érintettek
- A leghíresebb otoszklerózisos betegnek Ludwig van Beethovent (1770–1827) tekintik. A zeneszerző problémái 1798-ban kezdődtek, és 1819-re teljes siketségig fokozódtak. Azonban vitatott, hogy otoszklerózis volt az ok.[1]
- Harriet Martineau viktoriánus újságíró fiatalon elvesztette a hallását. Később orvostörténészek diagnosztizálták nála az otoszklerózist.[2]
- Theresa Goell, amerikai prionír régész otoszklerózis miatt elvesztette a hallását, és szájról olvasott. A Nemrut-hegy feltárásával sikereket ért el egy férfiak által uralt világban.
- Margaret Sullavan, amerikai színésznő ezzel a betegséggel született. Az otoszklerózis lassú előrehaladása egyre súlyosabb hallászavart okozott nála.
- Howard Hughes amerikai prionír mérnök, pilóta, gyáriparos, filmproducer.[3]
- Frankie Valli, a The Four Seasons frontembere, az 1960-as évek végétől kezdte tapasztalni az első tüneteket. Az 1970-es évek végén már emlékezetből énekelt, mígnem az 1980-as években műtéttel helyreállították a hallását.[4]
- Steve Downie, támadó jégkorongjátékos.[5]
- Dániai Alexandra brit királyné esetén szociális elszigetelődést okozott a hallásvesztés. Életrajzírója, Georgina Battiscombe megértő volt ezzel kapcsolatban, hiszen ő is ebben a betegségben szenvedett.[6][7]
- Adam Savage, a Mítoszirtók egyik házigazdája hallókészüléket használ a betegség miatt.[8]
- Sir John Cornforth, ausztrál-brit kémiai Nobel-díjas.[9]